# グレイテスト・ヒッツ (ブルース・スプリングスティーンのアルバム)
『グレイテスト・ヒッツ』（Greatest Hits）は、ブルース・スプリングスティーンが1995年に発表した、キャリア初のベスト・アルバム。

## 背景
『明日なき暴走』（1975年）以降のスタジオ・アルバムからの13曲、映画『フィラデルフィア』（1993年）に提供されたスタジオ・アルバム未収録曲「ストリーツ・オブ・フィラデルフィア」、それに本作が初出の4曲から成る。新曲のうち「マーダー・インコーポレイテッド」は、1982年録音の未発表曲をボブ・クリアマウンテンがリミックスしたものである。また、「ディス・ハード・ランド」はアルバム『ボーン・イン・ザ・U.S.A.』（1984年）制作時のアウトテイクを1995年に再録音したもので、Eストリート・バンドのドラマーであるマックス・ワインバーグは「私達がやってきた曲の中では、個人的にお気に入りの曲だよ」と語っており、スプリングスティーン自身も後に「どうして長い間未発表にしたのか、俺もわからないんだ」とコメントしている。
CDの収録時間の制約により、「マイ・ホームタウン」、「グローリィ・デイズ」、「ヒューマン・タッチ」、「ベター・デイズ」、「ストリーツ・オブ・フィラデルフィア」の5曲はショート・ヴァージョンが収録された。

## 反響・評価
アメリカでは45週Billboard 200入りし、うち2週にわたって1位を獲得した。全英アルバムチャートでも合計2週1位を獲得し、2019年までに138週トップ100入りするロング・ヒットとなった。ドイツのアルバム・チャートでは7週にわたり1位を獲得する大ヒットとなった。
本作からのリード・シングル「シークレット・ガーデン」は、1995年に全英シングルチャートで44位に達し、1997年5月24日には、アメリカのBillboard Hot 100で最高19位を記録した。
William Ruhlmannはオールミュージックにおいて5点満点中3点を付け、初期2作のアルバムからの曲や、他アーティストに提供してヒットした曲が外されたことなどを指摘して「『グレイテスト・ヒッツ』は寄せ集めに過ぎない」と評している。

## 収録曲
全曲ともブルース・スプリングスティーン作。
1. 明日なき暴走 - Born to Run - 4:30
  - アルバム『明日なき暴走』（1975年）より。
2. 涙のサンダー・ロード - Thunder Road - 4:48
  - アルバム『明日なき暴走』より。
3. バッドランド - Badlands - 4:02
  - アルバム『闇に吠える街』（1978年）より。
4. ザ・リバー - The River - 5:00
  - アルバム『ザ・リバー』（1980年）より。
5. ハングリー・ハート - Hungry Heart - 3:20
  - アルバム『ザ・リバー』より。
6. アトランティック・シティ - Atlantic City - 3:56
  - アルバム『ネブラスカ』（1982年）より。
7. ダンシン・イン・ザ・ダーク - Dancing in the Dark - 4:03
  - アルバム『ボーン・イン・ザ・U.S.A.』（1984年）より。
8. ボーン・イン・ザ・U.S.A. - Born in the U.S.A. - 4:41
  - アルバム『ボーン・イン・ザ・U.S.A.』より。
9. マイ・ホームタウン - My Hometown - 4:12
  - アルバム『ボーン・イン・ザ・U.S.A.』より。
10. グローリィ・デイズ - Glory Days - 3:49
  - アルバム『ボーン・イン・ザ・U.S.A.』より。
11. ブリリアント・ディスガイズ - Brilliant Disguise - 4:15
  - アルバム『トンネル・オブ・ラヴ』（1987年）より。
12. ヒューマン・タッチ - Human Touch - 5:10
  - アルバム『ヒューマン・タッチ』（1992年）より。
13. ベター・デイズ - Better Days - 3:44
  - アルバム『ラッキー・タウン』（1992年）より。
14. ストリーツ・オブ・フィラデルフィア - Streets of Philadelphia - 3:16
  - 映画『フィラデルフィア』（1993年）のサウンドトラックより。
15. シークレット・ガーデン - Secret Garden - 4:27
  - 新曲。
16. マーダー・インコーポレイテッド - Murder Incorporated - 3:57
  - 新曲。
17. ブラッド・ブラザーズ - Blood Brothers - 4:34
  - 新曲。
18. ディス・ハード・ランド - This Hard Land - 4:52
  - 新曲。

## 参加ミュージシャン
本作が初出の4曲に関してのみ記載。
- ブルース・スプリングスティーン - ボーカル、ギター、ハーモニカ、バッキング・ボーカル
- ニルス・ロフグレン（英語版） - ギター(on #15, #17, #18)
- ロイ・ビタン（英語版） - ピアノ、キーボード、バッキング・ボーカル
- ダニー・フェデリシ - キーボード、オルガン、バッキング・ボーカル
- ギャリー・タレント - ベース、バッキング・ボーカル
- マックス・ワインバーグ - ドラムス、バッキング・ボーカル
- フランク・パガーノ - パーカッション(on #17, #18)
- クラレンス・クレモンズ - サクソフォーン、パーカッション、バッキング・ボーカル
- スティーヴ・ヴァン・ザント - アコースティック・ギター(on #16)、バッキング・ボーカル(on #16)、マンドリン(on #18)